# Inna Shevchenko
Inna Shevchenko (en ucraniano: Інна Шевченко)  (Jersón, República Socialista Soviética de Ucrania  23 de junio de 1990) es una activista ucraniana reconocida por ser cofundadora del grupo feminista radical Femen junto con  Anna Hutsol, Oksana Shachko y Aleksandra Shevchenko. Reside en París desde julio de 2013.

## Biografía
Inna Shevchenko nació el 23 de junio de 1990 en una pequeña ciudad de Ucrania llamada Jersón.
Según referencias personales, solía ponerse de niña pantalones y deportivas, ya que odiaba los vestidos, lo que exasperaba a su madre quien era jefa de cocina de un restaurante antes de convertirse en cocinera de un comedor universitario. Su padre era un antiguo oficial del Ministerio del Interior.
Desde que entró en la escuela primaria, quiso ser la delegada del curso. Así fue como llevó a cabo la primera «campaña electoral» de su vida, resultado elegida por mayoría. Hacia los catorce años decidió convertirse en la presidenta del colegio. Fue su primera experiencia política y coincide con la campaña electoral de 2004 (los dos principales candidatos a la presidencia de Ucrania eran Víktor Yúshchenko y Viktor Yanukóvich, al que apoyaba el presidente saliente Leonid Kuchma).
El anuncio de la victoria de Yanukóvich provocó una revuelta en Kiev y las provincias que se conoce con el nombre de Revolución naranja. Por entonces, comprendió qué era el activismo político.
Femen

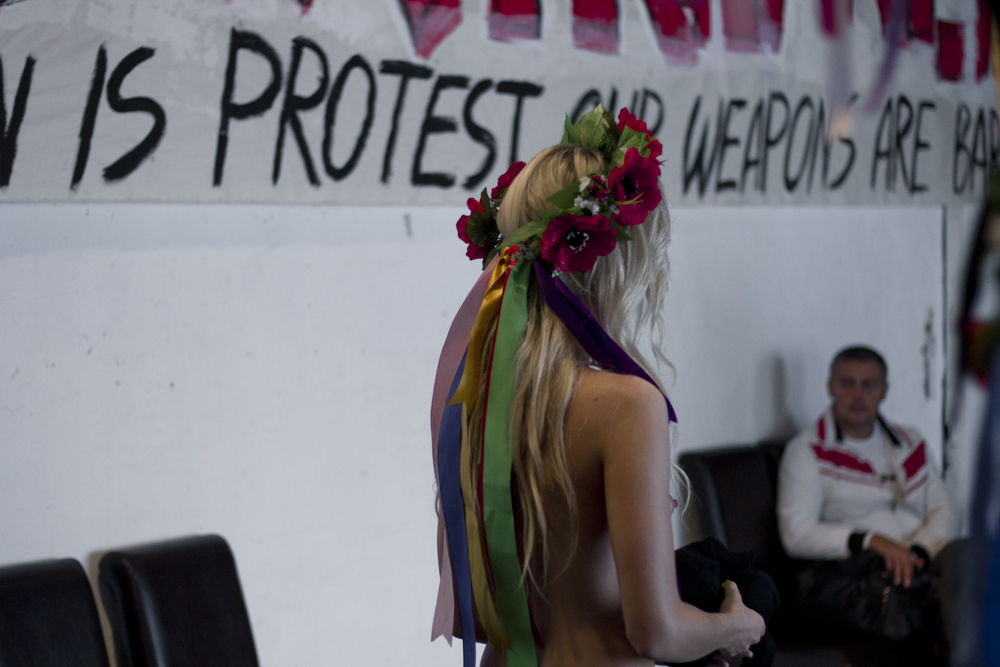
Inna Shevchenko en París (fotografía de septiembre de 2012).

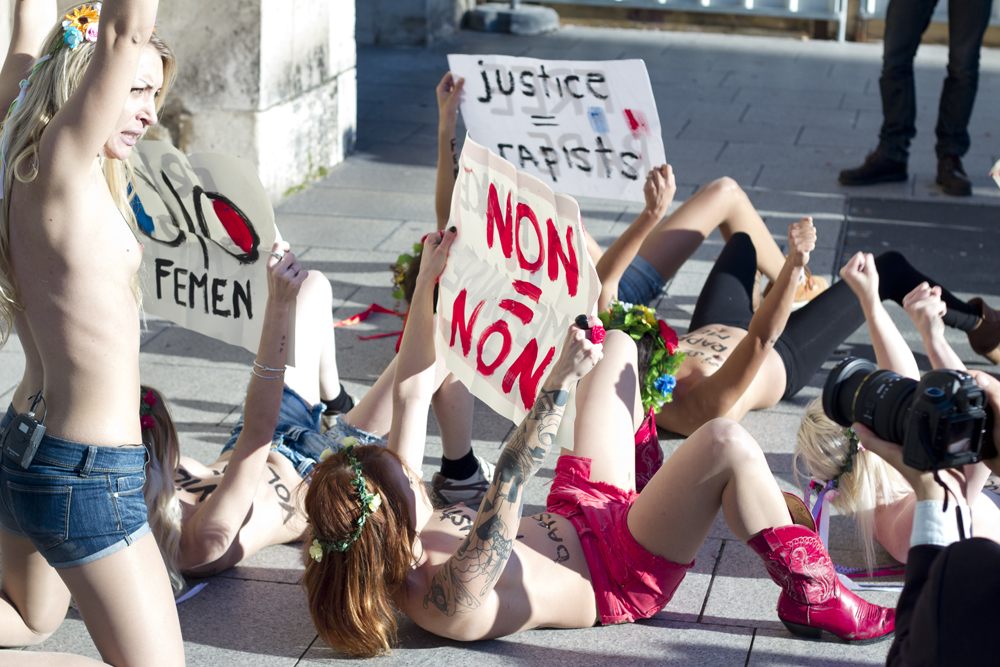
Inna Shevchenko durante un acto de protesta ante el Ministerio de Justicia de Francia (fotografía del 15 de octubre de 2012).

Conoció a Anna Hutsol, Oksana Shachko y Aleksandra Shevchenko a finales de 2008 o principios de 2009 mientras estaban planeando un acto de protesta contra la prostitución. Fue allí donde escuchó por primera vez el nombre de Femen.
Contra el cristianismo
El 17 de agosto de 2012, tras la detención y condena en Moscú del grupo Pussy Riot, cortó con una motosierra la cruz cristiana de cinco metros erigida junto al monumento a los católicos de Europa del Este, víctimas de la represión soviética. Tras destrozar la cruz, la activista adoptó por un momento la postura de Jesús crucificado.
Contra el islam
El 26 de octubre de 2012, durante una entrevista en directo en la cadena de televisión Al Jazeera, le preguntaron qué era mejor para las mujeres, el nudismo o la paranja, a lo que Inna respondió quitándose la camiseta y enseñando los pechos. La emisión fue interrumpida inmediatamente.

## Icono femenino
En diciembre de 2012, la revista francesa Madame Figaro la incluyó en su lista mundial de las veinte mujeres más representativas del año.
Según los diseñadores del sello con la efigie de Marianne emitido en Francia en julio de 2013, David Kawena y Olivier Ciappa, su fuente de inspiración «había sido una mezcla de varias mujeres, pero, particularmente, Inna Shevchenko, fundadora de Femen». Inna comentó: 
«Así, todos los homófobos, extremistas y fascistas tendrán que lamerme el culo cuando quieran mandar una carta».

## Filmografía
- Título original: Nos seins, nos armes Año: 2013. Dirección: Caroline Fourest, Nadia El Fani.[14]
- Título original: Everyday Rebellion Año: 2013. Dirección: Arash T. Riahi, Arman T. Riahi.
- Título original: Ukraine Is Not a Brothel Año: 2013. Dirección: Kitty Green.
- En 2014, protagonizó junto a Anna Hutsol, Oksana Shachko y Aleksandra Shevchenko el documental Je suis FEMEN, dirigido por el cineasta Alain Margot y presentado en España en la 47.ª edición del Festival Internacional de Cine de Gijón.[15]